# Аларкон, Хостин
Хостин Алексис Аларкон Пакьяури (исп. Jostin Alexis Alarcón Paquiyauri; род. 12 июля 2002, Лима) — перуанский футболист, полузащитник клуба «Спортинг Кристал». 

## Клубная карьера
Аларкон — воспитанник клуба «Депортиво Мунисипаль». В 2021 году игрок подписал контракт с «Спорт Бойз». 20 марта в матче против «Спортинг Кристал» он дебютировал в перуанской Премьере. 1 мая в поединке против «Депортиво Мунисипаль» Хостин забил свой первый гол за «Спорт Бойз». В начале 2023 года Аларкон перешёл в «Спортинг Кристал». 5 февраля в матче против «Альянса Лима» он дебютировал за новый клуб. 13 мая в поединке против «Унион Комерсио» Хостин забил свой первый гол за «Спортинг Кристал».